# 沙耶武里机场
沙耶武里机场是老撾西部城市沙耶武里的一座公用機場。
沙耶武里機場已經停運，但其停運時間不詳。

## 航空公司與目的地
截至2022年6月30日，沙耶武里機場無定期的航班。